# Konstandinos Galanopulos
Konstandinos (Kostas) Galanopulos (gr. Κωνσταντίνος (Κώστας) Γαλανόπουλος; ur. 28 grudnia 1997 w Atenach) – grecki piłkarz grający na pozycji pomocnika w AEK Ateny.

## Kariera klubowa
Treningi piłkarskie rozpoczął w klubie Kentauros Wrilision, z którego w 2011 roku trafił do AEK Ateny. W sierpniu 2015 został włączony do pierwszej drużyny tego klubu, podpisując trzyletni kontrakt. Zadebiutował w tym zespole 31 maja 2016 w przegranym 1:0 meczu z Panionios GSS. Pierwszego gola strzelił 10 grudnia 2016 w wygranym 4:0 spotkaniu z APO Lewadiakos. W kwietniu 2017 przedłużył kontrakt z klubem do czerwca 2021.

## Kariera reprezentacyjna
Młodzieżowy reprezentant Grecji. W dorosłej reprezentacji zadebiutował 15 maja 2018 w przegranym 0:2 meczu z Arabią Saudyjską.

## Osiągnięcia
- Puchar Grecji: 2015/2016